# كارين بريتزا
كارين بريتزا (بالدنماركية: Karen Barritza)‏ مواليد 3 يوليو 1992 في آلبورغ، هي لاعبة كرة مضرب دانمركية وتحتل حالياً المرتبة رقم. 670 (27 يوليو 2015) في تصنيف رابطة محترفات كرة المضرب. أعلى تصنيف لها في الفردي كان المركز الـ 362 في سنة 2010. أعلى تصنيف لها في الزوجي كان المركز الـ 362 في سنة 2012.

## روابط خارجية
- كارين بريتزا على موقع رابطة محترفات التنس (الإنجليزية)
- كارين بريتزا على موقع الاتحاد الدولي لكرة المضرب (الإنجليزية)
- كارين بريتزا على موقع كأس بيلي جين كينغ (الإنجليزية)
- كارين بريتزا على موقع خلاصة التنس.كوم (الإنجليزية)
- كارين بريتزا على موقع إي إس بي إن.كوم (الإنجليزية)